# Militärischer Abschirmdienst
Il Militärischer Abschirmdienst o MAD è uno dei tre servizi di informazione della Germania, responsabile dell'informazione e del controspionaggio militare. Esso fa parte della Bundeswehr ed è di base a Colonia con 14 uffici regionali ripartiti in differenti città tedesche. Conta un comparto operativo di 1300 collaboratori sia militari che civili ed ha un budget di 74 milioni d'euro nel 1995, mentre il "BND" ha un budget di 435 milioni d'euro nel 2008.
Gli altri due servizi sono il "BND" o il servizio federale di informazione, a livello esterno, e il "BfV" o l'ufficio federale di protezione della costituzione, a livello interno.

## Organizzazione

### Abteilungen
Il MAD è suddiviso in un Verwaltungs- e quattro Fachabteilungen:
| Nome dipartimento           | Tipo dipartimento                                        |
| --------------------------- | -------------------------------------------------------- |
| Abteilung Zentrale Aufgaben | Amministrazione                                          |
| Abteilung I:                | Grundsatz, Recht, nachrichtendienstliche Mittel          |
| Abteilung II                | Extremismus-, Terrorismus-, Spionage- und Sabotageabwehr |
| Abteilung III               | Einsatzabschirmung                                       |
| Abteilung IV                | Personeller/Materieller Geheim- und Sabotageschutz       |

L'Abteilung "Zentrale Aufgaben" o "dell'attività centrale" comprende la scuola del settore militare della "Schule für Verfassungsschutz" e tutti gli uffici del "MAD" all'interno della Germania. Le autorità competenti per le missioni estere sono integrati nella Dipartimento III.

### Dienststellen
Il "MAD" dopo la riforma della Bundeswehr nel 2010/2011 ha ben 8 Dienststellen regionali:
| Nome dipartimento | Sede dipartimento                                |
| ----------------- | ------------------------------------------------ |
| MAD-Stelle 1      | Kiel                                             |
| MAD-Stelle 2      | Hannover                                         |
| MAD-Stelle 3      | Hilden                                           |
| MAD-Stelle 4      | Coblenza (con Außenstelle Magonza)               |
| MAD-Stelle 5      | Stoccarda                                        |
| MAD-Stelle 6      | Monaco di Baviera (con Außenstelle Amberg)       |
| MAD-Stelle 7      | Schwielowsee (con Außenstellen Lipsia e Rostock) |
| MAD-Stelle 8      | Wilhelmshaven                                    |